# Miura Baien
Pour les articles homonymes, voir Miura (homonymie).
Miura Baien est un nom japonais traditionnel ; le nom de famille (ou le nom d'école), Miura, précède donc le prénom (ou le nom d'artiste).
Miura Baien (三浦 梅園) (1er septembre 1723–9 avril 1789), 
né Miura Susumu, est un philosophe japonais de l'époque d'Edo. Érudit souvent qualifié de penseur original prolifique en économie, il s'intéresse à l'épistémologie, et étudie la nature d'une manière méthodique.

## Éléments biographiques
Né Miura Susumu dans la famille d'un médecin de village de l'actuelle préfecture d'Ōita (appelé Bungo à cette époque) sur l'île de Kyūshū, au Japon, il devient lui-même médecin et décline les invitations à prendre ses fonctions au service d'un seigneur féodal local. Maître de la langue chinoise et de poésie, il se fait plus tard l'avocat d'un nouveau rationalisme.

## Œuvres principales
- Les trois  « go (mots) » de Baien[3]
  - Gengo (littéralement Discours abscons), librement traduit par « discours sur la métaphysique »
  - Zeigo (lit. Talking On and On), librement traduit par « discours sur les corollaires »
  - Kango (lit. Discours présomptueux), librement traduit par « discours sur la morale »
- Heigo Fūji (lit. Questions confidentielles sur l'année Hinoe), 1786, traité sur les affaires politiques, économiques, militaires et juridiques
- Kagen (lit. L'Origine du prix)
- Modèle logique de l'écosystème de la Terre
- recueil de ses travaux dans Baien Shiryōshū (1989, Perikansha publication)